# 進藤龍也
進藤 龍也（しんどう たつや、1970年12月23日 - ）は、日本の牧師。元暴力団員。刑務所伝道などに従事する。

## 経歴

### 初期
1970年(昭和45年)に埼玉県蕨市に生まれる。1973年(昭和48年)3歳の時、交通事故に遭い、脳挫傷、脳内出血、頭蓋骨骨折の重傷を負うが九死に一生を得る。1983年中学1年の頃から非行に走る。地元の暴力団の草野球チームに入団する。1986年  高校入学。ケンカが原因で1年2学期に退学。

### 暴力団員時代
17歳頃から池袋の暴力団の事務所に出入りして、1988年(昭和63年)にスカウトされ盃を受け正式に暴力団員になり、その後広域指定暴力団の武闘派の暴力団の組員になり、池袋をテリトリーとする覚醒剤密売人になる。18歳で西川口で傷害事件を起こして逮捕される。埼玉県警武南警察署に留置場に拘留される。その後、浦和少年鑑別所(現・さいたま少年鑑別所)に入れられるが、情状酌量を引き出し短期間で出所する。
1989年(平成元年)に、かまぼこ工場の社長の債権の取り立てをしている際に、不渡りを出した社長の自宅を占拠した理由で逮捕され、鑑別所送りを免れ、20日間、四谷警察署の留置場に拘留された後、処分保留で釈放される。この時に死刑囚 小日向将人と知り合う「死刑囚になったヒットマン」1990年  覚せい剤取締法違反で逮捕 懲役1年2ヶ月 執行猶予3年。1991年  覚せい剤取締法違反で逮捕 懲役1年2ヶ月。1991年  前科と併せて 懲役2年4ヵ月（松本少年刑務所）1回目の服役
1992年(平成4年)に、執行猶予中に覚醒剤使用の容疑で逮捕される。浦和拘置所支所に収容された後、刑事裁判で1年2カ月の判決を受け、川越少年刑務所に収監される。3カ月の分類審査の後に、松本少年刑務所に懲役刑で収監される。執行猶予が付いていた1年2カ月を含めて2年4カ月収監される予定であったが、茨城の叔父が身元引受人になり、2ヶ月早く仮釈放される。1993年  出所 暴力団は除籍処分。
1994年(平成6年)に覚醒剤の譲り渡しの容疑で埼玉県警川口署と警視庁池上署に逮捕され、秋田刑務所に2年8カ月収監される。秋田刑務所内の受刑者向けの「キリストクラブ」で初めて福音を聞く。ミッション・バラバに関する鈴木啓之牧師の著作と差し入れられた聖書を読み、キリスト教に興味を持つようになる。 秋田刑務所を出所後に、「ミッション・バラバ」の本を見つけ、鈴木牧師に電話をする。鈴木牧師に「ヤクザにつまづかないように祈っていて下さい」とお願いする。
1998年(平成10年)には、28歳で同系の新宿の他の組に移籍して組長代行になる。しかし、覚醒剤中毒で破門になる。

### 回心
2001年(平成13年)5月13日東京都日本橋のガソリンスタンドで覚醒剤所持の容疑で逮捕され東京拘置所に留置される。その時鈴木牧師から減刑の嘆願書を書いてもらう。また、内縁の妻から差し入れられた聖書を読み、旧約聖書のエゼキエル書33章11節を読んで回心する。
あなたは彼らに言え、主なる神は言われる、わたしは生きている。わたしは悪人の死を喜ばない。むしろ悪人が、その道を離れて生きるのを喜ぶ。あなたがたは心を翻せ、心を翻してその悪しき道を離れよ。イスラエルの家よ、あなたはどうして死んでよかろうか。— 『エゼキエル書33章11節』。ウィキソースより閲覧。、口語訳聖書
刑務所の中では、月岡世光（本名・実、山形大学工学部元講師、「聖書通信協会」主宰）に手紙を書いて聖書の教えを学ぶ。その後、裁判で2年4カ月の実刑判決を受け松江刑務所で懲役刑に服する。 月岡に紹介された「国際聖書通信講座」で聖書を学ぶようになる。仁司路子牧師(アッセンブリーズオフゴッド教団)に学ぶ。

### 神学生時代
2003年(平成15年)に2年4カ月の松江刑務所での服役が終わると鈴木牧師のシロアム・キリスト教会に住みこむ。鈴木牧師より洗礼を受けてクリスチャンになる。シロアム・キリスト教会に鈴木牧師を慕い、進藤ら元暴力団員らが住みこむようになり、教会の祈りと献金で「やりなおしハウス」ができる。 そして、JTJ宣教神学校に入学して、牧師を目指す。

### 開拓伝道・牧師時代
2005年(平成17年)2年で全科目を終了しJTJ宣教神学校を卒業する。神学校の恩師中野雄一郎の紹介で、中野雄一郎、岸義紘、鈴木啓之、安田眞の4人の牧師に按手礼を受けて牧師になる。
川口の公民館を借りて土曜日に聖書研究を始めながら、単独で開拓伝道を始める。母親のスナックを会場に、土曜日に礼拝をすることになる。その教会をマルコの福音書2章17節に基づいて、「[罪人の友]主イエス・キリスト教会」と命名する。

### 発言
2015年3月18日午後3:49、私たちの教会はやり直すところです。しゃぶ中も、泥棒も、ヤクザも同性愛も、遊女もです。そういう人たちが主イエス様の周りに集まったのです。　とtwitterで発言。
2022年2月17日午後9:36、「人を非難したくなる時に、、立ち止まり、自分の心の中の深いところを祈り注視したら良いよ。」とtwitterで発言し、それに対して、「このツイートの反省はまだですか？　」と2015年の前述の発言についての質問があり、それに対して、「うちの教会にはノーマルになりたいという同性愛者が居ましたので、なんの差別意識もなく書き込んだものです。この件に関しては以上が答えです。よろしくお願いします。」とtwitterで発言。

## 著作
- 2010年1月「人はかならず、やり直せる」（中経出版）
- 2010年4月「極道牧師の辻説法」（学研）
- 2011年6月「未来はだれでも変えられる」（学研）
- 2012年3月「立ち上がる力」（いのちのことば社）
- 2014年6月「あなたにもある逆転人生」（いのちのことば社）
- 2019年4月「元極道牧師が聖書を斬る！　マタイの福音書（上）」（みつば舎）
- 2021年9月「元極道牧師が聖書を斬る！　マタイの福音書（下）」（みつば舎）

## 主なメディア出演
テレビ（国内）
　ウェイクアップぷらす（日テレ）、サンデージャポン（TBS）、ワイドスクランブル（朝日 TV）、報道特集（日テレ）、ベタンダード（フジ TV）、水曜日のダウンタウン（TBS）、あなたはい幸せですか（日テレ）、笑う質屋（読売TV）、各　地方局ニュース（西日本 TV、九州、多数）他
テレビ（海外）
　ナショナルジオグラフィック、アルジャジーラ、ロイター通信ニュース、ノルウェー 国営TV、ドイツ 国営TV、ロシア 国営TV、フランス国営TV、ボスニア国営TV、ベルギー国営TV、ウクライナ国営TV、ロサンジェルス映画祭出展のドキュメント映画「June bride」他
雑誌
　週刊女性、週刊女性自身、アエラ、サイゾー、週刊プレイボーイ、週刊大衆、月刊ナックルズ、月刊マッドマックス、月刊ビター　他
新聞
　毎日新聞全国版、読売新聞埼玉版、東京新聞、朝日新聞埼玉版、日経新聞、北海道新聞、熊本日日新聞、陸奥新報、信州日報、クリスチャン新聞、キリスト新聞、他

## 学校講演
東京都北区飛鳥中学。東京都北区田端川中学。市原市南総中学。つがる市柏中学。聖学院中学 & 高校。国際大学付属高校。鴻巣市立川里中学。埼玉県立川口高等学校定時制。神奈川県立横須賀高校定時制。松徳学園中学 & 高校。神戸市立段西小学校 PTA。掛川市立桜ヶ丘中学 PTA。つがる市 PTA 連合会母親研修。IGL グループ幼稚園保護者会。鶴田乳幼児園保母研修。つがる市民間保育連合職員研修。埼玉県南生活指導教員研修会。広島三育学院中学 & 高校講演会 特別授業。日本基督教団系幼稚園保護者。埼玉県立戸田翔陽高校定時制。クリスチャンアカデミー。青森県立田名部高校。東奥義塾高校講演会 & 特別授業 今日仕向け講演会。トーチトリニティー大学院（ソウル）チャペル & 特別授業。城北高等学校。明治学院大学チャペル。昭島幼稚園保護者会。蕨市立第二中学。新潟県立高田高校定時制。十和田保育園保護者会。青梅市立西中学校。さいたま市 M 区 PTA。千葉県養護学校教員研修会。埼玉県県南教育指導教員研修会。香里ヌヴェール学院中学高校。聖隷クリストファー中高校。